# Sporoxeia sciadophila
Sporoxeia sciadophila är en tvåhjärtbladig växtart som beskrevs av William Wright Smith. Sporoxeia sciadophila ingår i släktet Sporoxeia och familjen Melastomataceae. Inga underarter finns listade i Catalogue of Life.